# Språk i Europa

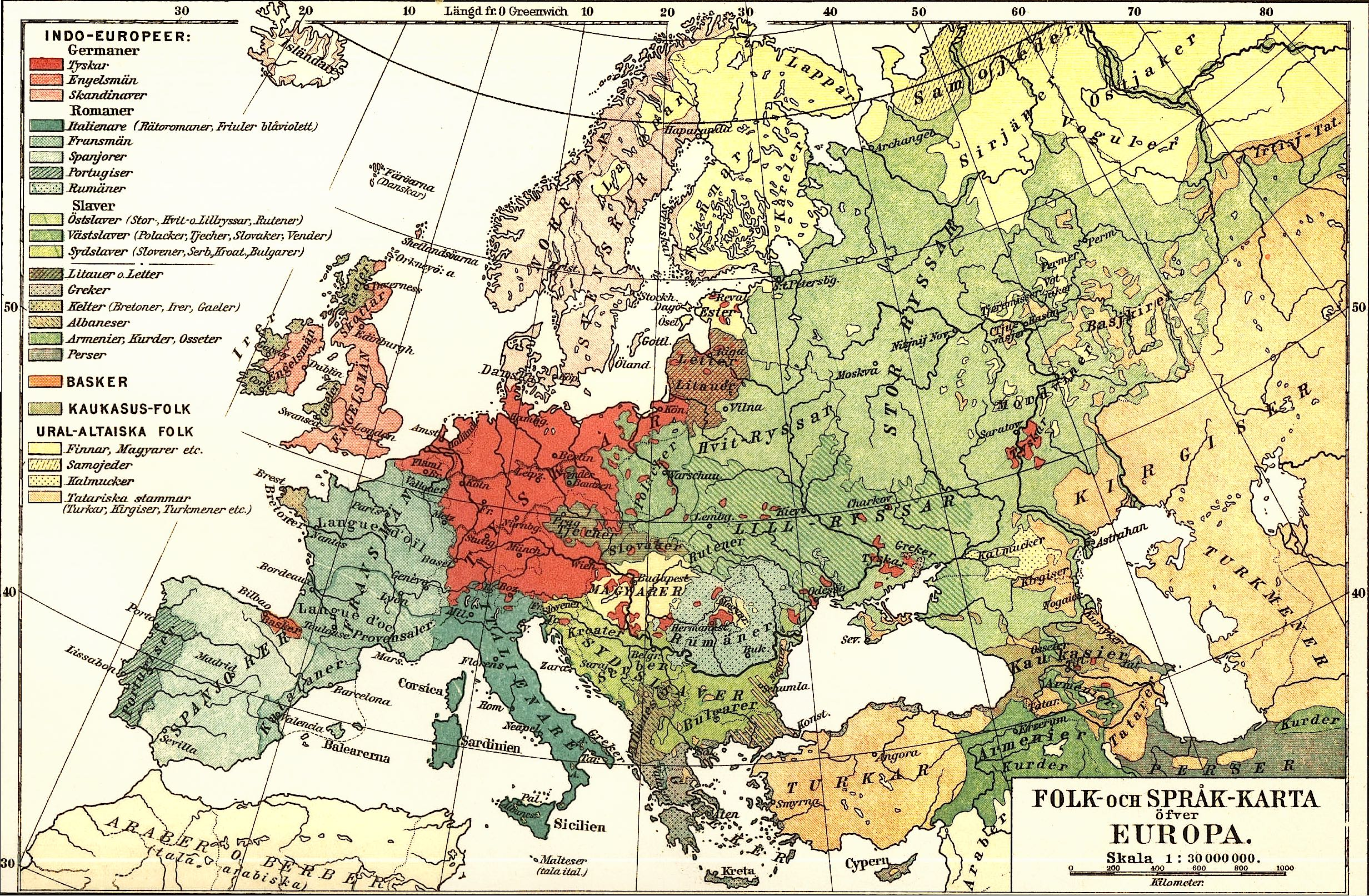
Europas språk, 1907

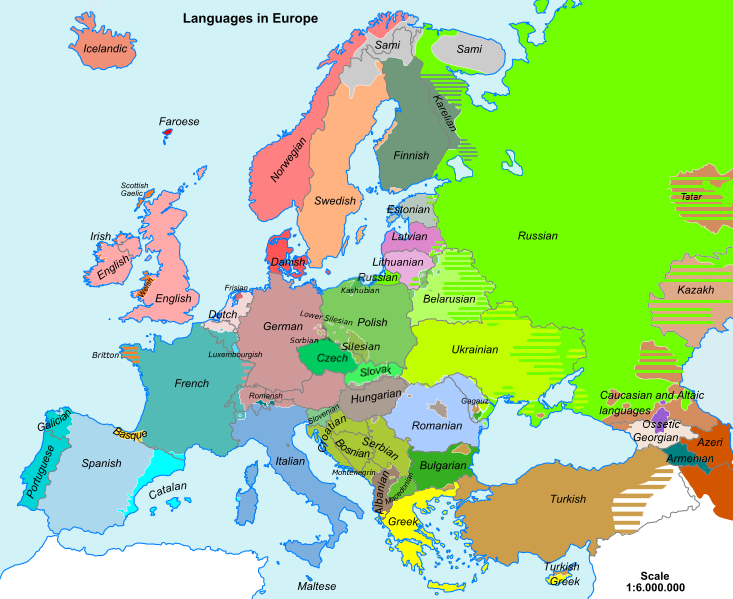
Europas språk, 2001

Denna artikel behandlar de språk som talas i Europa.

## Beskrivning

### Indoeuropeiska språk
Mer än 90 % av Europas invånare talar språk som tillhör den indoeuropeiska språkfamiljen. Bland de indoeuropeiska är de slaviska, germanska och romanska språkgrupperna mest utbredda. Även grekiska, albanska, baltiska språk och keltiska språk samt romani räknas till de indoeuropeiska språken. Som lingua franca inom delar av världsdelen fungerar främst engelska, franska, tyska och ryska.
Till språk av europeiskt ursprung som har fått stor spridning utanför Europa hör engelska, spanska, portugisiska, franska och ryska. Deras spridning är främst en följd av kolonialism.
Det klassiska språket latin har historiskt sett haft mycket stor betydelse i Europa och är fortfarande mycket betydelsefullt som källa för nybildade ord i de europeiska språken.

### Uraliska och altaiska språk
De uraliska språken är den näst största språkfamiljen i Europa. De indelas vidare i samojediska språk, som talas av några få tusen människor i den nordostligaste delen av Europa, och finsk-ugriska språk, en betydligt större gren. Dit räknas framförallt ungerskan, finskan, och estniskan, som är viktiga nationalspråk, och minoritetsspråken samiska i Norden och ett antal andra i Ryssland.
I den europeiska delen av Turkiet är turkiskan, som tillhör de turkiska språken, officiellt språk. Det talas även av minoriteter i grannländerna, särskilt i Bulgarien. Även på Cypern finns en grupp som talar turkiska. Andra turkiska språk som gagauziskan och tatariskan är minoritetsspråk i olika delar av östra och sydöstra Europa. Det kalmuckiska språket, som talas vid Europas östra gräns nära Volga, är det enda mongoliska språket i Europa.

### Isolerade och mindre språk
Baskiskan, som talas i norra Spanien och sydvästra Frankrike, är ett isolerat språk som saknar kända släktingar.
Utöver dessa talas ett mycket stort antal lokala språk (av typ älvdalsmål) runt om i världsdelen. Dessutom talas idag många olika så kallade invandrarspråk från olika språkfamiljer av personer som invandrat till världsdelen i senare tid.

### Officiella språk
Bulgariska, danska, engelska, estniska, finska, franska, grekiska, iriska, italienska, kroatiska, lettiska, litauiska, maltesiska, nederländska, polska, portugisiska, rumänska, slovakiska, slovenska, spanska, svenska, tjeckiska, tyska och ungerska är idag officiella EU-språk och är de som används officiellt inom Europeiska unionen.
Maltesiskan på Malta är det enda semitiska språk som används som officiellt språk i ett europeiskt land.

### Alfabet
Det vanligaste alfabetet i Europa är det latinska alfabetet, följt av det kyrilliska (i Ryssland, Vitryssland, Ukraina, Bulgarien, Serbien, Montenegro och Makedonien) och det grekiska.

## Lista på språk
| Språk           | Språkfamilj   | Utbredningsområde i Europa Fetstil anger att språket har de jure officiell status                                                         | Ungefärligt antal modersmålstalare i Europa | Not (år för talare) |
| --------------- | ------------- | --- | ------------------------------------------- | ------------------- |
| Svenska         | Germanska     | Sverige, Finland | 8 500 000                                   |                     |
| Norska          | Germanska     | Norge | 4 300 000                                   | (2006)              |
| Danska          | Germanska     | Danmark, Schleswig | 5 200 000                                   | (2010)              |
| Isländska       | Germanska     | Island | 300 000                                     |                     |
| Färöiska        | Germanska     | Färöarna | 60 000                                      |                     |
| Tyska           | Germanska     | Tyskland, Österrike, Schweiz, Luxemburg, Liechtenstein, Alsace, Lorraine, Sydtyrolen, en liten del av Belgien, många språköar i Östeuropa | 92 000 000                                  | (2007)              |
| Lågtyska        | Germanska     | Norra Tyskland/Nordöstra Nederländerna | 595 000                                     | (2003)              |
| Nederländska    | Germanska     | Nederländerna, Belgien, en liten del av Frankrike och Tyskland,                                                                           | 22 000 000                                  | (2010)              |
| Engelska        | Germanska     | Storbritannien, Irland, Malta | 63 000 000                                  |                     |
| Lågskotska      | Germanska     | Skottland | 90 000                                      | (1999)              |
| Frisiska        | Germanska     | Friesland, del av Schleswig-Holstein | 360 000                                     | (1995)              |
| Luxemburgiska   | Germanska     | Luxemburg | 336 000                                     | (2012)              |
| Jiddisch        | Germanska     | Huvudsakligen Östeuropa | 163 000                                     | (2006)              |
| Franska         | Romanska      | Frankrike, Belgien, Schweiz, Luxemburg, Aostadalen, Monaco, Kanalöarna                                                                    | 58 000 000                                  | (2010)              |
| Vallonska       | Romanska      | Vallonien, (södra Belgien) | 300 000                                     | (2007)              |
| Arpitanska      | Romanska      | Västra Alperna | 137 000                                     | (2007)              |
| Occitanska      | Romanska      | Occitanien, (södra Frankrike), Katalonien (Val d'Aran)                                                                                    | 218 000                                     | (2012)              |
| Katalanska      | Romanska      | Katalonien, Valencia, Roussillon, Balearerna, Andorra                                                                                     | 5 250 000                                   |                     |
| Spanska         | Romanska      | Spanien | 30 367 000                                  | (2006)              |
| Aragonska       | Romanska      | Aragonien | 10 000                                      | (2007)              |
| Asturiska       | Romanska      | Asturien | 110 000                                     | (2007)              |
| Portugisiska    | Romanska      | Portugal | 11 500 000                                  | (2009)              |
| Galiciska       | Romanska      | Galicien | 2 355 000                                   | (2012)              |
| Italienska      | Romanska      | Italien, Schweiz, Vatikanstaten, San Marino                                                                                               | 56 160 000                                  | (2010)              |
| Rätoromanska    | Romanska      | Schweiz, Italien | 1 000 000                                   |                     |
| Korsikanska     | Romanska      | Korsika | 31 000                                      | (2009)              |
| Sardiska        | Romanska      | Sardinien | 600 000                                     |                     |
| Rumänska        | Romanska      | Rumänien, Moldavien | 23 508 000                                  |                     |
| Bosniska        | Slaviska      | Bosnien, Serbien, Montenegro | 2 100 000                                   | (2011)              |
| Ryska           | Slaviska      | Ryssland, Vitryssland, alla forna sovjetstater                                                                                            | 106 000 000                                 | (2018)              |
| Ukrainska       | Slaviska      | Ukraina, Ryssland | 30 000 000                                  | (2007)              |
| Vitryska        | Slaviska      | Vitryssland | 7 600 000                                   | (2007)              |
| Bulgariska      | Slaviska      | Bulgarien | 6 600 000                                   | (2006)              |
| Serbiska        | Slaviska      | Serbien, Montenegro, Kosovo, Bosnien och Hercegovina                                                                                      | 8 600 000                                   |                     |
| Kroatiska       | Slaviska      | Kroatien | 5 000 000                                   |                     |
| Slovenska       | Slaviska      | Slovenien | 2 200 000                                   |                     |
| Makedonska      | Slaviska      | Nordmakedonien, Makedonien (historisk region)                                                                                             | 1 700 000                                   | [ död länk ]        |
| Tjeckiska       | Slaviska      | Tjeckien | 9 900 000                                   | (2007)              |
| Slovakiska      | Slaviska      | Slovakien | 5 200 000                                   |                     |
| Polska          | Slaviska      | Polen | 38 000 000                                  | (2012)              |
| Sorbiska        | Slaviska      | Östra Tyskland | 25 000                                      | (2007)              |
| Lettiska        | Baltiska      | Lettland | 1 500 000                                   | (2012)              |
| Litauiska       | Baltiska      | Litauen | 3 100 000                                   | (2006)              |
| Grekiska        | Grekiska      | Grekland, Cypern | 12 000 000                                  |                     |
| Albanska        | Albanska      | Albanien, Kosovo, Nordmakedonien | 6 500 000                                   | (2010)              |
| Walesiska       | Keltiska      | Wales | 500 000                                     |                     |
| Bretonska       | Keltiska      | Bretagne | 200 000                                     | (2010)              |
| Skotsk gaeliska | Keltiska      | Skottland | 80 000                                      |                     |
| Iriska          | Keltiska      | Irland | 100 000                                     |                     |
| Romani          | Indoariska    | Av romska minoriteter i hela Europa | 4 000 000 (minst)                           |                     |
| Finska          | Finsk-ugriska | Finland, Sverige | 5 200 000                                   | (2010)              |
| Estniska        | Finsk-ugriska | Estland | 1 000 000                                   | (2010)              |
| Liviska         | Finsk-ugriska | Lettland, Estland | 1                                           | (2007)              |
| Nordsamiska     | Finsk-ugriska | Lappland, norra Sverige, Finland och Norge                                                                                                | 20 700                                      | (1992)              |
| Karelska        | Finsk-ugriska | Karelen, Finland | 35 600                                      | (2010)              |
| Ungerska        | Finsk-ugriska | Ungern, Transsylvanien, Slovakien | 12 600 000                                  | (2010)              |
| Turkiska        | Altaiska      | Turkiet, Bulgarien, Nordcypern | 12 330 000                                  |                     |
| Maltesiska      | Semitiska     | Malta | 500 000                                     | (2012)              |
| Baskiska        | Baskiska      | Baskien (autonom region), norra Navarra, franska Baskien                                                                                  | 670 000                                     |                     |